# Haabersti

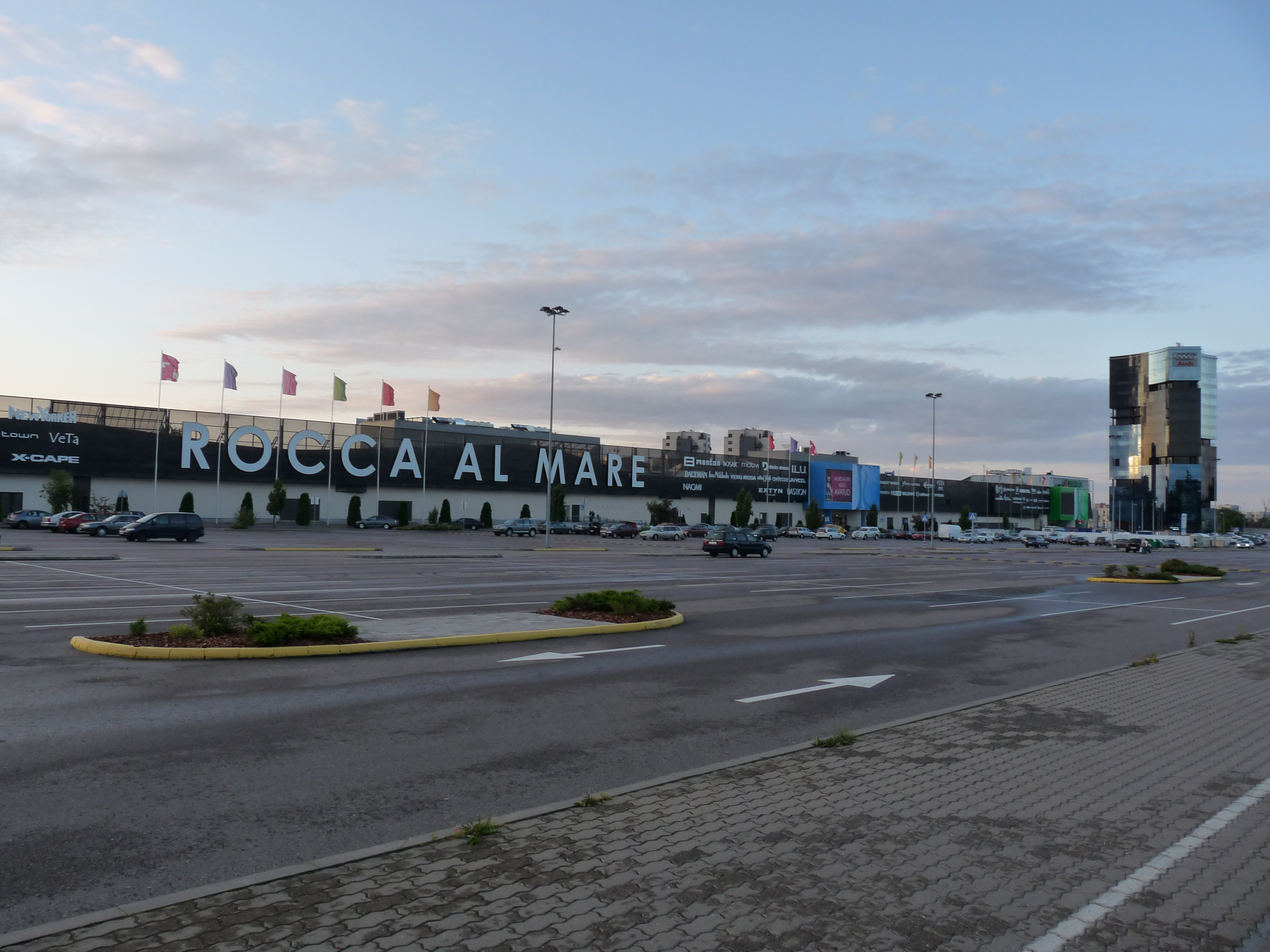

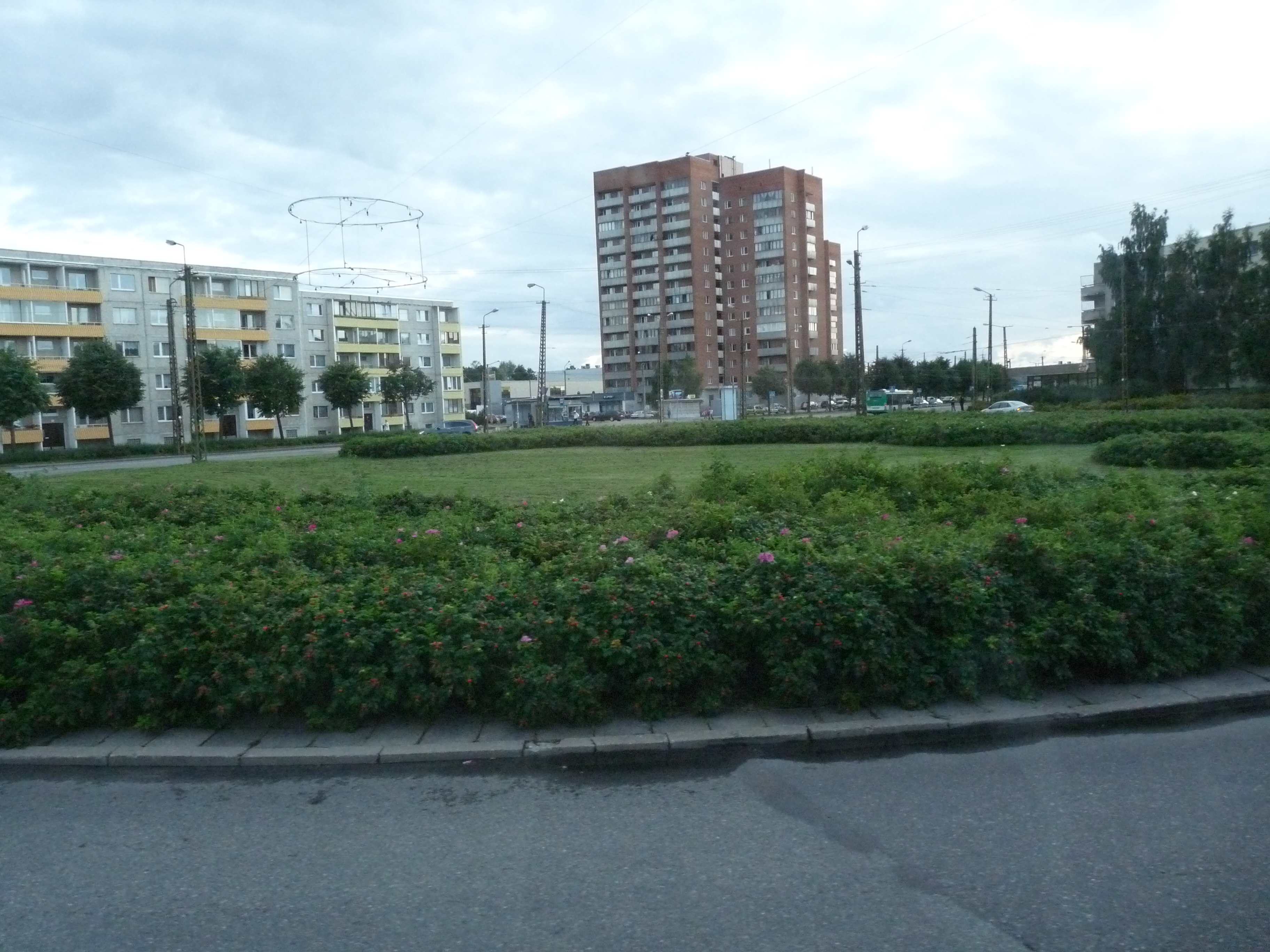
Väike-Õismäe

Haabersti es un distrito en (estonio: linnaosa) de Tallin. Se sitúa al oeste de la ciudad, dejando al este los distritos de Põhja-Tallinn, Kristiine, Mustamäe y Nõmme, los límites orientales lindan con los municipios rurales de Harku y Saue. Al norte se extiende el golfo de Tallin en el mar Báltico. El segundo lago más grande de Tallin, el lago Harku, se sitúa en este distrito. Haabersti tiene una superficie de 18,6 km², y una población de 39.587 habitantes, a 1 de enero de 2008, lo que supone una densidad de población de 2100 habitantes por km². El 48,8 % de sus habitantes son de origen estonio y el 41% ruso.
Haabersti está a su vez dividido en 12 subdistritos (en estonio: asumid), Astangu, Haabersti, Kakumäe, Mustjõe, Mäeküla, Pikaliiva, Rocca al Mare, Tiskre, Veskimetsa, Vismeistri, Õismäe y Väike-Õismäe. Este último es el núcleo principal, el barrio fue levantado en la década de 1970, a base de edificios de hormigón típicamente soviéticos. Sus residentes son mayoritariamente rusos. 
| Año                            | Población |
| 2003                           | 35.557    |
| 2004                           | 37.187    |
| 2005                           | 38.267    |
| 2006                           | 38.968    |
| 2007                           | 38.956    |
| 2008                           | 39.587    |
| Fuente: Ayuntamiento de Tallin |           |

En este distrito se encuentran el zoológico, el pabellón Saku Suurhall, que albergó en 2002 la final del festival de Eurovisión y el museo etnográfico al aire libre de Rocca al Mare, donde se exponen construcciones de madera tradicionales de Estonia. Su costa es popular en los meses de verano por sus playas, la de Kakumäe y la de Harku. 
- Wikimedia Commons alberga una categoría multimedia sobre Haabersti.